# Северни Брабант
Северни Брабант (хол. Noord-Brabant), често скраћено Брабант је провинција на југу Холандије. Северни Брабант је после Хелдерланда, највећа провинција. 
Главни град провинције Северни Брабант је Хертохенбос.
У провинцији Северни Брабант је крајем 2009. живело 2.444.435 становника, што је око 14,8% становништва земље. Провинција је тренутно подељена на 67 општина, од којих су најважније: Ејндховен, Тилбурх- обе општине имају преко 200.000 становника, Бреда са преко 175.000 и Хертохенбос са око 140.000 становника. Од већих градова ту су још и Хелмонд, Розендал и Ос. 

## Историја
Име Брабант је изведено од Braecbant. То је сложеница састављена из речи braec, што значи мочварно земљиште и речи bant, што значи област.
Велики део данашње територије провинције Северни Брабант је до 17. века била у саставу јединственог војводства Брабант, чији је већи део данас у Белгији. Брабант је свој врхунац достигао у 14. и 15. веку, посебно развојем градова: Антверпен, Лувен, Бреда и Хертохенбос. После склапања Утрехтске уније 1579. (почетак холандске државе) Брабант је постао поприште сукоба између протестаната и католичке Шпанске Низоземске на југу. Северни део Брабанта је припао Холандији по одредбама Вестфалског мира. 
Ова провинција је назван државни посед Брабант, није имала самоуправу, већ је њоме управљало веће седам провинција. 
Од краја 19. века провинција се све више индустријализовала. У Тилбурху и Хелмонду (низ. Helmond) се производио текстил, док је Ејндховен постао пети град по величини у Холандији захваљујући Филипсу и ДАФ-у. Некадашња мала насеља су веома брзо прерасла у нове индустријске градове.

## Култура
Постоји мноштво музеја нарочито у великим местима као што су између осталих Ван Абемов музеј у Ејндховену, Музеј Северни Брабант у Хертохенбосу, Музеј графичког дизајна у Бреди и Природњачки музеј у Тилбурху. У већини градова се такође налазе и велика позоришта. Карневал је најважнија прослава у Северном Брабанту.

## Језик
Брабантски језик је заједно са холандским представљао основу стандардног холандског језика у 16. и 17. веку. Брабантски језик је пре свега имао утицај на правопис, док је холандски утицао на изговор. Данас је брабантски дијалекат са многим регионалним варијантама или макар акценатом типичан део брабантског идентитета. Брабантски дијалекти нису признати нити имају било какву заштиту. Северно-брабантски акценат има многе сличности са фламанским. Већина Холанђана може добро да разуме брабантски акценат.

## Економија
Раније је Северни Брабант био сиромашна погранична регија. Касније су настале технолошки врло напредне компаније, почев од доласка Филипса (Philips) у Ејндховен 1891. Са комерцијалном производњом маргарина 1871. град Ос (хол. Oss) је био водећу у свету. Како се запосленост у пољопривредном сектору смањивала тако је прехрамбена индустрија постајала све важнија. Битна економска делатност је између осталог метална и електронска индустрија која се развила захваљујући Филипсу. 

### Ваздушни саобраћај
Северни Брабант има један прилично велики аеродром. Са аеродрома Eindhoven Airport свакодневно полећу авиони за градове као што су Лондон, Милан и Барселона, као и Београд. Због константног годишњег раста Eindhoven Airport је у 2011. години, са 2.650.000 путника, био највећи регионални аеродром у Холандији.

### Водени саобраћај
Река Меза/Мас (фр. Meuse, хол. Maas), која протиче северним и источним делом Северног Брабанта, је важан саобраћајни коридор.

### Туризам
Туризам игра битну улогу у Северном Брабанту. Различити градови и нетакнута природа имају добру туристичку инфраструктуру, а забавни паркови као што су Ефтелинг и зоолошки врт Бејксе берген (хол. Beekse Bergen) такође привлаче доста туриста. Кроз целу провинцију пролазе бициклистичка и пешачка стаза.